# Vereidigung und Gelöbnis von Soldaten der Bundeswehr
Vereidigung und Gelöbnis von Soldaten der Bundeswehr ist eine – meist feierliche – Zeremonie am Anfang ihrer Dienstzeit. Der Text der Formel unterscheidet sich dabei zwischen Soldaten, die freiwilligen Wehrdienst oder Wehrdienst nach Maßgabe des Wehrpflichtgesetzes leisten – diese legen ein Feierliches Gelöbnis ab – und Soldaten auf Zeit sowie Berufssoldaten, die wie Beamte einen Diensteid, aber mit eigener Formulierung, sprechen. Der Verteidigungsausschuss hatte sich 1956 – nach Anhörung u. a. auch von Vertretern der Kirchen – gegen eine Vereidigung, aber für eine feierliche Verpflichtung aller Soldaten entschieden. Die Entscheidung zu Eid und feierlichem Gelöbnis in der heutigen Form fiel am 6. März 1956 im Deutschen Bundestag mit 221 Ja-Stimmen und 193 Nein-Stimmen bei Enthaltungen.
Diensteid oder Gelöbnis werden in § 9 des Soldatengesetzes festgelegt und sollen die Integration des jungen Rekruten in die soldatische Gemeinschaft fördern (Integrationsfunktion), ihn auf einer emotionalen Ebene an die soldatischen Pflichten binden (Sicherungsfunktion) und eine erzieherische Wirkung auf den Soldaten im Sinne seiner Funktion im Staat ausüben (Bewusstmachungsfunktion). Hinzu kommt beim Ablegen des Eides mit der religiösen Beteuerungsformel noch eine ethisch-religiöse Funktion als zusätzliche Bindungsbekräftigung.

„Ich schwöre, der Bundesrepublik Deutschland treu zu dienen und das Recht und die Freiheit des deutschen Volkes tapfer zu verteidigen, so wahr mir Gott helfe.“

„Ich gelobe, der Bundesrepublik Deutschland treu zu dienen und das Recht und die Freiheit des deutschen Volkes tapfer zu verteidigen.“

Der Kursivdruck besteht nicht im Gesetzestext, er dient der Hervorhebung der Unterschiede bzw. Besonderheiten der Formeln. „Der Eid kann auch ohne die Worte ‚so wahr mir Gott helfe‘ geleistet werden. Gestattet ein Bundesgesetz den Mitgliedern einer Religionsgesellschaft, an Stelle der Worte ‚ich schwöre‘ andere Beteuerungsformeln zu gebrauchen, so kann das Mitglied einer solchen Religionsgesellschaft diese Beteuerungsformel sprechen.“

## Diensteid

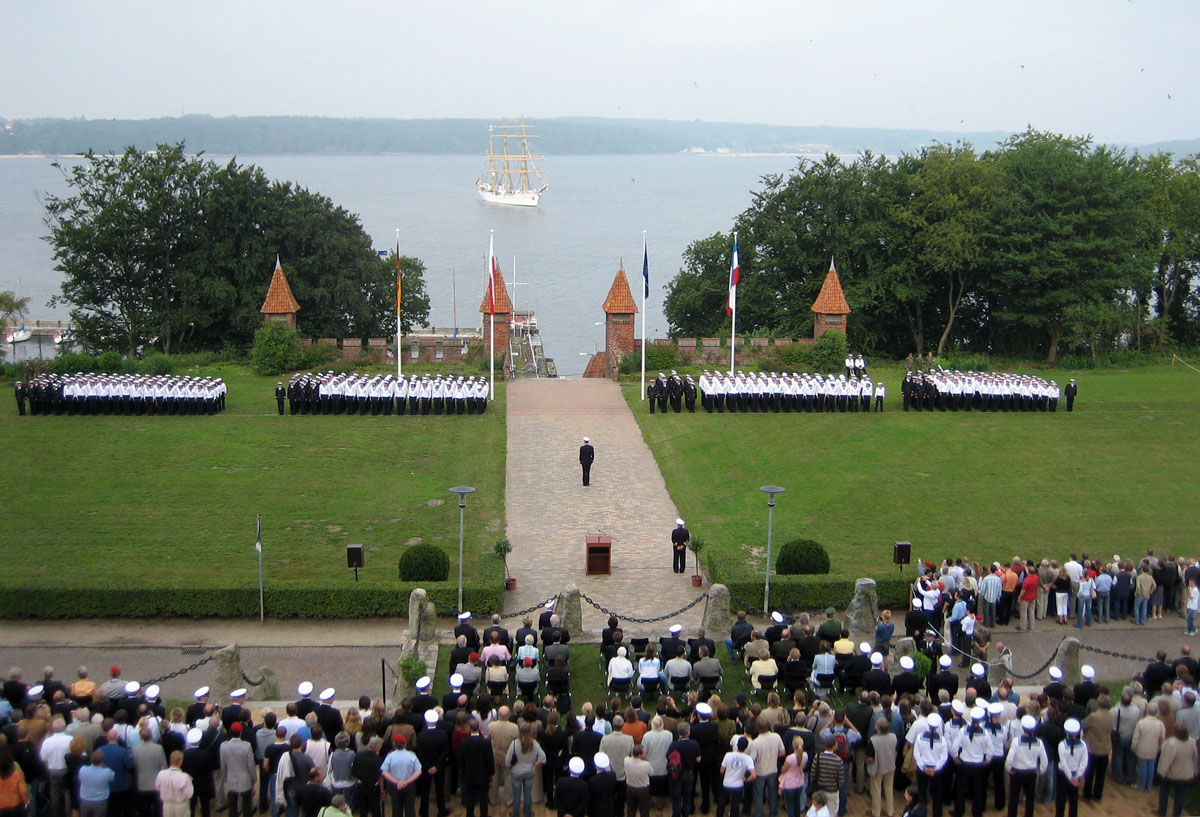
Aufstellung zur Vereidigung an der Marineschule Mürwik

Große Vereidigungsveranstaltungen finden z. B. in der Offizierschule der Marine (MSM) und an den Standorten des Luftwaffenausbildungsbataillons statt. Vereidigungen beim Heer finden in den Offizieranwärterbataillonen und dem Sanitätslehrregiment (für Sanitätsoffizier-Anwärter des Heeres) statt, obwohl deren Grundausbildungen seit 2007 weitestgehend gemeinsam sowohl in den Bataillonen als auch in der Offizierschule des Heeres durchgeführt werden. Weiterhin legen Soldaten ihren Diensteid überall dort ab, wo längerdienende Soldaten ihre Grundausbildung absolvieren, d. h. die Vereidigung findet oft mit dem Gelöbnis der Wehrdienstleistenden zusammen statt.
Der Termin zur Ablegung des Diensteides liegt meist inmitten der Grundausbildung, und auch als Ort wird meist das Kasernengelände gewählt. Obwohl in den meisten Fällen ein feierlicher Rahmen geschaffen wird, um den Eid als ein Symbol der Verbundenheit zur Bundesrepublik Deutschland und der Bundeswehr zu stärken, kann dies auch durchaus z. B. im Dienstzimmer des Kommandeurs stattfinden.
Da unter den Diensteid abzulegenden Soldaten meistens auch Soldaten sind, die zwar an der Grundausbildung für längerdienende Soldaten teilnehmen, aber noch ein Widerrufsrecht auf ihre Ernennung zum Soldaten auf Zeit (SaZ)/Berufssoldaten (BS) haben, leisten meistens auch einige Soldaten „nur“ ihr Gelöbnis – der Diensteid wird aber mit der Ernennung zum SaZ/BS nachgeholt.

## Gelöbnis
→ Hauptartikel: Feierliches Gelöbnis

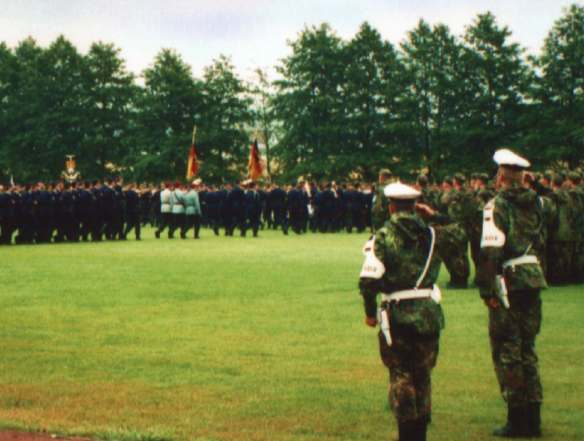
Feierliches Gelöbnis bei der Bundeswehr: Einzug der Ehrenformation mit Truppenfahne und Luftwaffenmusikkorps an der Spitze.

Überall dort, wo Grundausbildungseinheiten stationiert sind, finden regelmäßig – jedes Quartal – feierliche Gelöbnisse statt. Um aufzuzeigen, welchen Dienst die jungen Wehrpflichtigen an der Gesellschaft leisten, und um die Bundeswehr als Armee in der Mitte der Gesellschaft zu verankern (Ideal des Staatsbürgers in Uniform, siehe auch Innere Führung), finden die Gelöbnisse – wann immer möglich – als öffentliche Gelöbnisse statt. Bis in die 1980er-Jahre war dies aufgrund von Protesten und Störungen durch die Friedensbewegung kaum möglich gewesen.

## Ablauf von Diensteid und Gelöbnis
Der Ablauf des Ablegens von Diensteid bzw. Gelöbnis ist grundsätzlich gleich. Er wird nicht durch das Soldatengesetz geregelt, sondern durch die Zentralrichtlinie A2-2630/0-0-3 „Formen und Feiern der Bundeswehr“ (ehemals ZDv 10/8, Kap. 1).
Der Ablauf wird vorher detailliert geplant und in Form eines Befehls festgeschrieben. Zunächst ziehen die Rekruten ein und nehmen Aufstellung. Im Anschluss erfolgt der Einmarsch der Truppenfahne, die von einem Ehrenzug unter Gewehr und einem Musikkorps sowie zwei Fahnenbegleitoffizieren eskortiert wird. Bei größeren Veranstaltungen oder zu besonderen Anlässen (wie z. B. anlässlich des Jahrestags des Attentats vom 20. Juli 1944 in Berlin oder anlässlich des 250. Geburtstags von Scharnhorst in Bordenau) wurde bzw. wird statt des Ehrenzuges eine Ehrenkompanie des Wachbataillon beim Bundesministerium der Verteidigung (WachBtl BMVg) gestellt. Zum Einzug wird ein traditioneller deutscher Armeemarsch gespielt.
Die Gelöbnisaufstellung wird dem abnehmenden Offizier gemeldet, der die Front zusammen mit dem oder den anwesenden Repräsentanten des öffentlichen Lebens (z. B. Bürgermeister oder Landrat) abschreitet. Dazu erklingt ein Präsentiermarsch, in der Praxis – je nach Region bzw. Teilstreitkraft – der bayerische Präsentiermarsch (im Bundesland Bayern), der preußische Präsentiermarsch (übrige Bundesländer) oder der Holländische Ehrenmarsch als Präsentiermarsch der Marine.
Dann folgen Ansprachen einer Person des öffentlichen Lebens (Bürgermeister, Landrat, Staatssekretär des BMVg, Bundeskanzler bzw. ausländischer Repräsentant), des Kommandeurs der betreffenden Einheit sowie seit einigen Jahren auch hin und wieder eines der Rekruten. Dazwischen werden noch weitere Militärmärsche gespielt, normalerweise sind darunter auch der oder die Truppenmärsche des betreffenden Verbandes.
Als Einleitung zum eigentlichen Gelöbnis spielt das Musikkorps den Gelöbnischoral „Altniederländisches Dankgebet (Wir treten zum Beten)“ von Adrianus Valerius, in Bayern folgt stattdessen das „Bayerische Militärgebet“ von Johann Kaspar Aiblinger. Darauf treten die Träger der Truppenfahne gemeinsam mit Abordnungen der Rekruten vor, und der Kommandeur nimmt den Rekruten das Gelöbnis ab. Danach wird die Nationalhymne, in Bayern zusätzlich die Bayernhymne bzw. in Schleswig-Holstein das Schleswig-Holstein-Lied, gesungen. Bei zentralen Veranstaltungen, z. B. vor dem Reichstagsgebäude in Berlin, wird anschließend die Europahymne gespielt. Zum Klang des Musikkorps erfolgt der Ausmarsch von Truppenfahne und Ehrenformation und schließlich der Abmarsch der Gelöbnisaufstellung der Rekruten.
Zumeist folgt im Anschluss (und/oder auch schon davor) ein Tag der offenen Tür, bei dem sich die Einheit der Öffentlichkeit und den Angehörigen der Soldaten präsentiert.

## Bedeutung von Diensteid und Gelöbnis
Vor allem das Gelöbnis hat in erster Linie symbolische Bedeutung, da die gelobte Erfüllung der Grundpflicht des Soldaten auch unabhängig vom Leisten des Gelöbnisses besteht. Weigert sich ein Soldat, am Gelöbnis teilzunehmen, so wird er für den Rest seiner Dienstzeit von Beförderungen ausgeschlossen, hat aber sonst im Rahmen des Grundwehrdienstes (im Sinne der Wehrpflicht) keine Sanktionen zu befürchten. Freiwilliger Wehrdienst und Dienst als Soldat auf Zeit oder Berufssoldat ist allerdings ohne Gelöbnis bzw. Eid nicht möglich, so dass die auch vorher selten genutzte Möglichkeit der Gelöbnisverweigerung mit der Aussetzung der Wehrpflicht gänzlich an Bedeutung verloren hat.
Eine erhebliche ideelle Bedeutung hat die Abgabe des Diensteids bzw. das Gelöbnis für viele Rekruten und ihre Angehörigen und Bekannten, da die Soldaten öffentlich ihre Treue und Verbundenheit zu Staat und Volk „versprechen“. Diese ideelle Bedeutung wird auch an speziellen Traditionen in der Bundeswehr deutlich, so ist es in vielen Heereseinheiten üblich, dass das Barett oder die Litze in entsprechender Waffenfarbe erst nach Ableisten des Gelöbnisses bzw. des Diensteides getragen werden darf.